# Ektomorf
Ektomorf é uma banda húngara de thrash metal formada em 1994. A banda já se apresentou em festivais como Wacken, Summerbreeze, With Full Force e Bang Your Head.

## Integrantes
- Zoltán Farkas – vocal e guitarra
- Szabolcs Murvai – baixo
- Jozsef Szakacs – bateria
- Tamás Schrottner – guitarra

## Discografia
Álbuns de estúdio
- 1996 - Hangok
- 1998 - Ektomorf
- 2000 - Kalyi Jag
- 2002 - Felüvöltök az égbe
- 2002 - I Scream Up to the Sky
- 2004 - Destroy
- 2005 - Instinct
- 2006 - Outcast
- 2009 - What Doesn't Kill Me...
- 2010 - Redemption
- 2012 - The Acoustic
- 2012 - Black Flag
- 2014 - Retribution
- 2015 - Aggressor
- 2018 - Fury
- 2021- Reborn
- 2023 Vivd Black

Álbuns ao vivo
- 2006 - Live and Raw: You Get What You Give
- 2017 - Warpath (Live and Life on the Road)